# Portrait de Marguerite van Eyck
Ne doit pas être confondu avec sa belle-sœur Marguerite van Eyck.
Portrait de Marguerite van Eyck (ou Portrait de Marguerite, la femme de l'artiste) est une huile sur bois peinte en 1439 par le peintre primitif flamand Jan van Eyck. Il s'agit de l'une des deux dernières œuvres connues du peintre, et l'une des premières œuvres d'art européennes à représenter la femme de l'artiste. Il est exposé jusqu'au début du XVIIIe siècle dans la chapelle de la Guilde des peintres de Bruges. Le tableau serait le pendant soit de l'autoportrait dont on garde la trace jusqu'en 1769, soit de l'autoportrait présumé exposé à la National Gallery de Londres. 
La raison ayant motivé sa réalisation est inconnue ; mais il est possible de déduire que ce portait était destiné à décorer l'intérieur d'un foyer plutôt que d'être exposé au public d'après l'expression du modèle, sa représentation non idéalisée et son regard direct, mais plaintif vers l'observateur qui crée un cadre intime et une atmosphère informelle. Le portrait a probablement été réalisé pour une occasion particulière ; peut-être pour marquer l'anniversaire de leur mariage, l'anniversaire de sa femme, ou être un cadeau pour elle, ou enfin la moitié d'un diptyque dont l'autre moitié aurait été égarée.
Van Eyck meurt seulement deux ans après avoir terminé ce tableau. Sur le cadre, van Eyck inscrit en latin : « Mon époux Johannes [Jan] m’a achevée le 15 juin de l’an 1439, mon âge est trente-trois ans » et sa devise personnelle ALS ICH CAN, « Du mieux que je peux », qui est également un jeu de mots sur son nom. On retrouve cette devise inscrite sur plusieurs œuvres religieuses de l'artiste, ainsi que sur deux portraits.

## Le modèle
On sait peu de choses sur Marguerite, appelée Margareta ou Margrete en néerlandais. Le couple se marie vers 1432-1433, peu de temps après son arrivée à Bruges, à l’instigation de Philippe le Bon. La femme de Van Eyck n'est mentionnée dans aucun document avant cette date alors que le premier de leurs deux enfants naît en 1434.  Son nom de jeune fille nous est inconnu - les documents de l'époque se réfèrent à elle principalement sous le nom de Damoiselle Marguierite. Elle est considérée comme étant de naissance aristocratique, bien que de petite noblesse ; comme en témoignent ses vêtements dans ce portrait, qui sont la mode, mais n'ont pas la somptuosité des vêtements portés par la mariée dans le portrait des époux Arnolfini de van Eyck. Les tissus et couleurs portés au XVe siècle étaient - de manière informelle - régulée par leur position sociale, par exemple le noir, un colorant onéreux, ne pouvait être porté que par les membres de la haute société. En tant que veuve d'un peintre de renom, Marguerite se voit par la suite accorder une modeste pension par la ville de Bruges. Marguerite vit encore à Bruges pendant une petite dizaine d’années avant de vendre la maison du peintre. Elle dirige sans doute l’atelier brugeois avec le frère de Jan, Lambert van Eyck, comme cela était d’usage pour les veuves des peintres inscrits dans les guildes.
Elle fut régulièrement confondue avec Marguerite van Eyck, la sœur unique des frères van Eyck.

## Description
Marguerite van Eyck est représentée de trois-quarts, avec son corps faisant face au peintre. Elle est représentée devant un fond noir mat et sans relief, vêtue d'un élégante robe de laine rouge avec une doublure en fourrure grise (dans la période médiévale, était souvent utilisée pour représenter la sexualité féminine), probablement de la fourrure d'écureuil au cou et aux poignets. Sa huve, coiffure féminine médiévale, est ornée de fine dentelle et attachée sur sa tête de manière à former des cornes sur les côtés. Son œil gauche présente une trace de strabisme, un défaut particulièrement courant chez les habitants d'Europe du Nord à l'époque. Le peintre a pris un certain nombre de libertés avec la réalité pour accentuer les traits caractéristiques de sa femme. Sa tête est hors de proportion par rapport à son corps, et son front anormalement élevé selon la mode d'alors. Ce stratagème permet à l'artiste de se concentrer sur les traits du visage de sa femme, tandis que le motif géométrique formée par la coiffe, les bras et le V de son cou en ligne permet à son visage de dominer l'image.

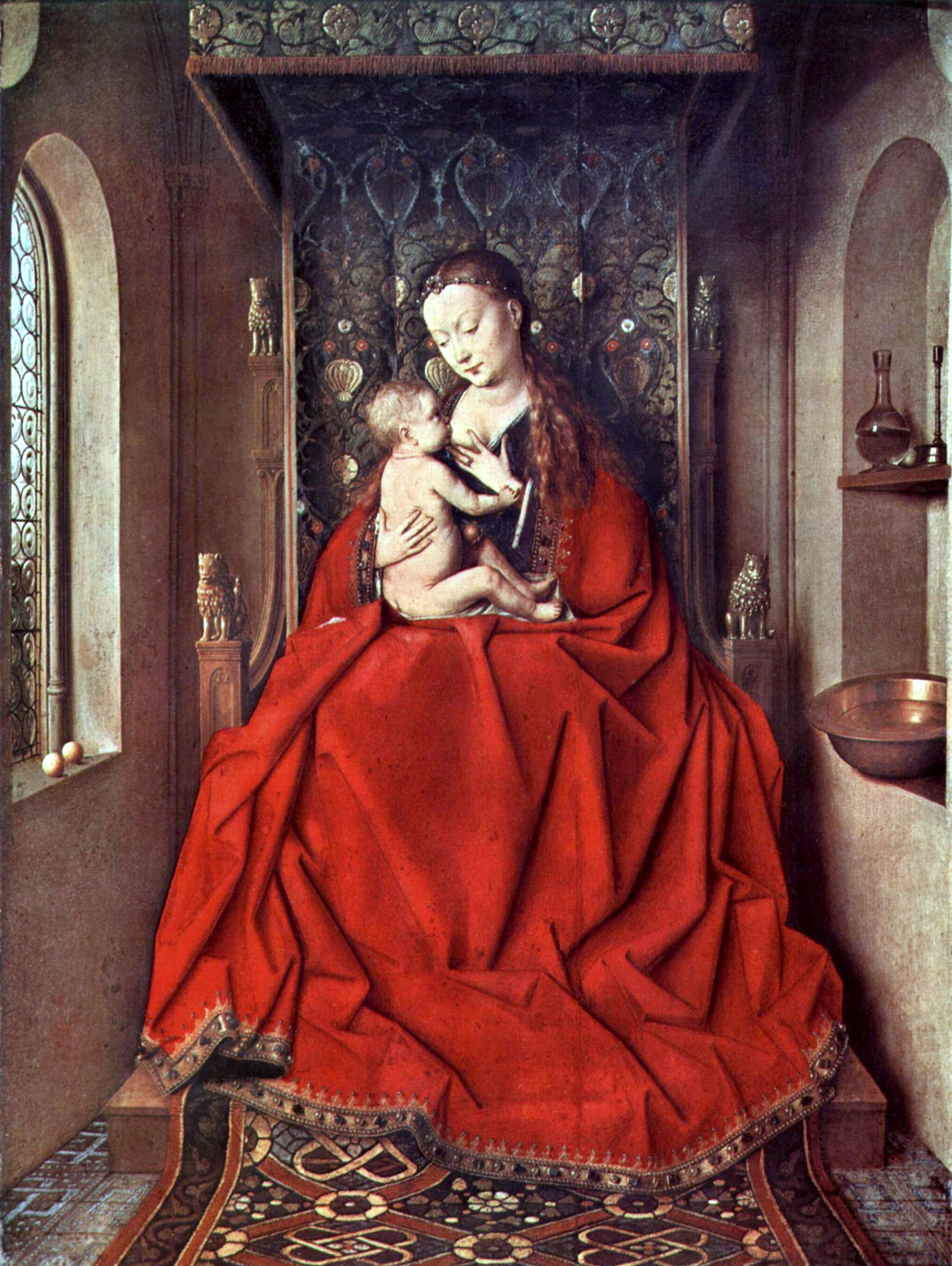
Lucca Madonna, 1436. Städelsches Kunstinstitut, Francfort. Le fait que cette Vierge, peinte par van Eych, ait les traits de Marguerite est probable mais n'a pas été formellement établi.

## Attribution
Bien que les œuvres de la Renaissance nordique soient très appréciées aujourd'hui, elles avaient été pratiquement oubliées jusqu'au milieu des années 1900. Ce portrait n'est redécouvert qu'à la fin du XVIIIe siècle lorsqu'il est acquis dans un marché du poisson en Belgique, bien que les récits diffèrent à ce sujet. Comme pour la plupart des œuvres de cette époque, elle a été attribuées à plusieurs artistes avant qu'un large consensus se dégage sur son auteur. Le portrait est toujours dans son cadre d'origine et en très bon état avec des couleurs bien préservées. Il est nettoyé et restauré par la National Gallery de Londres en 1998. 
Plusieurs des collectionneurs ayant possédé l’œuvre après sa redécouverte et d'historiens de l'art plus tard ont émis l'hypothèse que ce portrait pourrait avoir une fois formé la moitié d'un diptyque. Il est accroché un temps à côté d'un autoportrait de Van Eyck, après que ces deux œuvres ait été acquises par la chapelle de la Guilde de Saint-Luc avant 1769. Certains critiques, pour supporter la théorie du diptyque, ont évoqué un portrait d'homme - aujourd'hui perdu - semblable à celui exposé à la National Gallery, à Londres Portrait of a Man (Self Portrait?). Un troisième tableau a été probablement inspiré par le portrait de Marguerite ; la Vierge de Lucques de 1436. Cependant, l'historien de l'art Max Friedlænder a mis en garde contre les hypothèses fondées uniquement sur la ressemblance du visage, et au fait de croire que les artistes de l'époque aient peut-être projeté l'image des femmes dans leur vie sur des sujets féminins dans leurs œuvres religieuses.

### Sources et bibliographie
- (en) Cet article est partiellement ou en totalité issu de l’article de Wikipédia en anglais intitulé « Portrait of Margaret van Eyck » (voir la liste des auteurs).
- (en) Till-Holger Borchert, « Margaret van Eyck », dans Van Eych to Durer, Londres, Thames & Hudson, 2011 (ISBN 978-0-500-23883-7)
- (en) Lorne Campbell, The Fifteenth-Century Netherlandish Paintings, Londres, Yale University Press, New Haven, National Gallery, 1998, 464 p. (ISBN 0-300-07701-7)
- (en) Craig Harbison, Jan van Eyck : The Play of Realism, Reaktion Books, 1997, 228 p. (ISBN 0-948462-79-5, lire en ligne)
- (en) Jeffrey Chipps Smith, The Northern Renaissance, Londres, Phaidon Press, 2004 (ISBN 0-7148-3867-5)
- (en) Joseph van der Elst, The Last Flowering of the Middle Ages, Kessinger Publishing, 2005 (ISBN 1-4191-3806-5)